# Selecció de futbol de Tailàndia
La Selecció de futbol de Tailàndia (en tailandès: ฟุตบอลทีมชาติไทย) és l'equip representatiu del país a les competicions oficials. La seva organització és a càrrec de l'Associació de Futbol de Tailàndia, pertanyent a l'AFC ia la FIFA. Juguen els seus partits com a local a l'Estadi Rajamangala de Bangkok.
Actualment són el millor equip del sud-est asiàtic havent guanyat 5 vegades el Campionat de l'ASEAN. Mai han disputat la Copa Mundial de Futbol i el seu major èxit va ser ser tercers a la Copa Asiàtica de 1972 i participar en 2 Jocs Olímpics.